# スクラッチ (宝くじ)
スクラッチは、日本で販売されている宝くじの一種。

## 概要
2019年現在、日本で発売されている唯一の被封くじである。当せんパターンがスクラッチ印刷され、これを削ることにより抽せんを行う。
販売額は1口につき100円、200円、300円、500円のものがある。
インスタントくじの名称で1984年に発売が開始された。当時は銀はがし方式であった。2001年からスクラッチ印刷方式に改められると共に名称が「スクラッチ」となり、テレビコマーシャルその他の宣伝活動でもスクラッチの名称が用いられた。このため、現在では「インスタント」の名称がほぼ消滅している。
開封くじやミニロト、ロト6にくらべ比較すると高額当せん金を設定していることは少なく、その分だけ1万円から10万円程度の当せん本数を増やし、相対的に当せん確率を高めたものが多い。ただし、一部は1000万円ないし2000万円の当せん金を設けたものもある。また、等級の数（種類）についても、過去は6等級程度を用意することが多かったが、近年では減少傾向にあり、2006年にはブロックくじにおいて、1等3万円と等級のない「ワンチャンス賞」500円を設定した、実質2等級のスクラッチが発売された。
最高額は2014年に3000万円、2016年正月に5000万円に増額。2017年には一等1億円の300円スクラッチが登場した。
以前はスクラッチ部分にて当せんしなかった券に対して通し番号を付与し、「お楽しみ賞」として1万円程度の賞品を当せん品とする賞が存在したが、現在発売されているスクラッチくじについては、「宝くじの日お楽しみ賞抽せん番号」として、主に券面左下の整理番号上部に100000番から199999番の通し番号が印刷されており、回号毎に賞品が用意されることはなくなっている。
2016年には1枚300円のでかスクラッチ「Let's ボウリング」が発売され以降不定期に発売される。
1986年10月28日に発売された「ラッキー3」というインスタントくじは、削る箇所がヨコ3×タテ2の6つあり、上段にA・B・C、下段にD・E・Fとなっている。そして、くじの表面には「同じ絵が3つそろえば当たり」と書かれている。ところが、この表記が誤解を与え、当たっているのにハズレと判断されてしまうことになる。例えば、L字型（A・D・E）やV字型（A・E・C）の位置に同じ絵が3つ出ても当たりであるにもかかわらず、「そろっていないから」（A・B・CもしくはD・E・Fに3つ出ていないから）という理由で当たりだと認められないケースがあった。これを宝くじ評論家＆アドバイザーの長利正弘氏が指摘したことにより、それからしばらくした後、発行されるラッキー3の表面の文言は「3つそろえば当たり」ではなく「3個出れば当たり」に変更された。現在も、その表記は継続されている。
さらに、特定のスクラッチに於いて、故意に一部分を削らないことにより運営側に不都合が生じることから、ある時期以降のスクラッチの表面に「すべてけずってください」という旨の文言が明記されるようになった。現在も、その表記は継続されている。どのような不都合かを証明する手段はないが、もし不都合が生じないのであれば、わざわざ「すべてけずってください」と表記する理由が見当たらない。

## 主な種類
現在は下記の種類のものが主に販売されている。（五十音順）
ストリームマッチ上の☆マークとA～Dの?マーク枠を削り、同じ絵柄が一致していれば当たり、出た絵柄に応じて当選金が決まる。
タテ・ヨコ・ナナメ3ｘ3の9マスがあり、タテ・ヨコ・ナナメのどれでも一列に同じ等級が3個ならべば当たり。
トライアングルチャンス三角形の枠の中の1~6の部分を削り、左列、右列、下列、のどれか1列に同じ絵柄が3個揃えば当たりで、出た絵柄に応じて当選金が決まる。
トリプルマッチA,B,Cの3列があり、横一列に同じ絵柄が3個出れば当たり。
パズルスクラッチゲーム1、ゲーム2の枠のマスを削り、どちらかに同じ絵柄が出れば当たりで、出た絵柄に応じて当選金が決まる。
ペアマッチA,B,Cの枠にある２つのマーク部分を削り、各枠の中で同じ絵柄が揃えば当たりで、出た絵柄に応じて当選金が決まる。
ラッキー3「ラッキーさん」と読む。タテ2ｘヨコ3（またはタテ3ｘヨコ2）の6マスがあり、同じ等級もしくは図柄が3個出れば当たり。
ラッキー迷路枠の中の迷路をスタートから削り、出た矢印の通りに進み、金額が出たら当たりで、その金額が当選金となる。

## イメージキャラクター
スクラッチのイメージキャラクターに「ケズリス」というコインを持ったリスがいる。
誕生日は2001年6月11日とされる。これは「インスタントくじ」が「スクラッチ」に改められ初めて発売された日にちなんだ設定である。
ケズリスは2002年頃までは宝くじ売り場のポスターや公共交通機関の中吊り広告などに登場。現在でもケズリスのキャラクターを使ったスクラッチくじが不定期に販売されている。
2003年からは山口智子が前述の広告やテレビCMに登場するようになり、2006年4月からはユースケ・サンタマリアに交代した。
2012年4月～2013年9月までは「手塚キャラクタースクラッチ」が発売により手塚キャラクター（ジャングル大帝、鉄腕アトム、ブラックジャック、三つ目がとおる、ふしぎなメルモ、リボンの騎士）が登場。
2013年10月～2014年3月、2014年10月～2016年3月、2016年10月～2017年3月までは「ちびまる子ちゃんスクラッチ」が発売によりちびまる子ちゃんのキャラクターが登場。テレビCMには、2014年10月から2016年3月までは豊田エリーを、2016年10月から2017年3月までは三戸なつめを起用。
2014年4月～2014年9月は「プロ野球 パ・リーグスクラッチ」が発売によりパ・リーグの選手が登場。
2016年4月～10月は「ワンピーススクラッチ」が発売によりワンピースのキャラクターが登場。
2017年4月～10月は「ウルトラマンスクラッチ」が発売により歴代ウルトラヒーローズ、ウルトラ怪獣が登場。
2017年10月～2019年3月は「ドラゴンボールスクラッチ」が発売によりドラゴンボールのキャラクターが登場。
2018年4月からは「わんにゃんスクラッチ」が発売。
2019年4月からは「ワンピーススクラッチ」が発売によりワンピースのキャラクターが再登場。

## 別称
スクラッチには、賞金条件等により特別な別称が付けられている事がある。ここにその一例を表記する。
グランドスクラッチ1000万：1等1000万円のスクラッチに付けられることがある。
ビッグトレジャー2000万：1等2000万円のスクラッチに付けられることがある。
ジャンボスクラッチ：1等5000万円のスクラッチに付けられることがある。
なお、ドラゴンボールスクラッチのシリーズには一部に「天下一運試し」の表記があるが、これはモチーフとなった作品にある「天下一武闘会」のオマージュである。